# International Tennis Integrity Agency
International Tennis Integrity Agency (zkratka ITIA, česky doslovně: Mezinárodní agentura pro bezúhonnost tenisu) je nezávislá organizace zodpovědná za zajišťování bezúhonnosti profesionálního tenisu, s přístupem nulové tolerance ke korupčnímu jednání. Vyšetřuje a postihuje tenisty, rozhodčí, trenéry a funkcionáře v případě ovlivňování výsledků na poli sázkařských podvodů. Součástí náplně jsou také preventivní programy. Instituce sídlící v Londýně zahájila činnost v lednu 2021. Nahradila tak Jednotku pro bezúhonnost tenisu (Tennis Integrity Unit) s totožným posláním, jež existovala v letech 2008–2020.
ITIA se stala první plně nezávislou sportovní protikorupční organizací. V lednu 2022 převzala protidopingovou agendu v tenise.

## Charakteristika
Hlavním orgánem je dozorčí rada složená z nezávislých ředitelů a zástupců mezinárodních tenisových organizací. Na potřebě zřídit Jednotku pro bezúhonnost tenisu se v roce 2008 shodly řídící organizace světového tenisu Mezinárodní tenisová federace, Asociace tenisových profesionálů a Ženská tenisová asociace s pořadateli grandslamu z Australian Open, French Open, Wimbledonu a US Open. Společně vytvořily finanční zázemí, strukturu a pravidla instituce včetně protikorupčních protokolů. Na zasedání 24. listopadu 2020 pak schválily založení International Tennis Integrity Agency k lednu 2021, jakožto nástupce Tennis Integrity Unit zajišťující protikorupční program v tenise (Tennis Anti-Corruption Programme) mezi lety 2008–2020. Ve Velké Británii byla organizace zapsána do rejstříku 2. prosince 2020.

## Výběr postihů v profesionálním tenise

### Omezený zákaz startu
- Potito Starace (tenista, zákaz od 2018 na 10 let, pokuta 100 000 $)[6]
- Nicolás Kicker (tenista, zákaz od 2018 na 6 let z toho 3 roky podmínečně, pokuta 25 000 $, následné zkrácení o 4 měsíce do ledna 2021)[7][8][9]
- Antonis Kalaitzakis (ředitel turnaje, zákaz od 2020 na 16 měsíců, pokuta 6 000 $)[10][11]
- Alexej Izotov (hlavní rozhodčí, zákaz od 2020 na 3 roky, pokuta 10 000 $)[11]
- Pertti Vesantera (trenér, zákaz od 2020 na 5 let, pokuta 15 000 $)[12]
- Barbora Palcatová (tenistka, zákaz od 2021 na 3 roky, z toho polovina trestu podmínečně, pokuta 5 000 $, z níž částka 3 500 $ je podmínečná)[13][14]

### Doživotní zákaz startu
- Youssef Hossam [17]

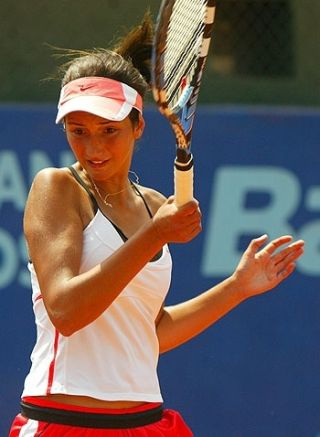
V listopadu 2020 byl 28leté Bulharce Aleksandrině Najdenovové udělen doživotní zákaz v profesionálním tenise za prokázání 12 případů ovlivňování výsledků na okruzích ITF a WTA a odmítnutí spolupráce s vyšetřovateli. Rovněž byla penalizována pokutou 150 tisíc dolarů.

- Joao Olavo Soares de Souza (pokuta 200 000 $)[18]
- Diego Matos (pokuta 125 000 $ a vrácení prize money 12 000 $)[19]
- Helen Ploskinová (pokuta 20 000 $)[20]
- Mauricio Alvarez-Guzman[21]
- Daniele Bracciali (pokuta 250 000 $)[22]
- Gleb Alexejenko (pokuta 250 000 $)[23]
- Vadim Alexejenko (pokuta 250 000 $)[23]
- Anuča Tongplew (hlavní rozhodčí)[24]
- Apisit Promčaj (hlavní rozhodčí)[24]
- Čitčaj Srílilaj (hlavní rozhodčí)[24]
- Karim Hossam (pokuta 15 000 $)[25]
- Dmytro Badanov (pokuta 100 000 $)[26]
- Džunn Micuhaši (pokuta 50 000 $)[27]
- Konstantinos Mikos[28]
- Alexandru-Daniel Carpen[29]
- Joshua Chetty[30]
- Alexandros Jakupovic[31]
- Morgan Lamri (tenisový funkcionář)[32]
- Andrej Kumancov[33]
- Sergej Kroťjuk (pokuta 60 000 $)[34]
- Daniel Köllerer (pokuta 100 000 $)[35]
- Karen Chačatrjan (pokuta 250 000 $)[36]
- Stanislav Poplavskyj (pokuta 10 000 $)[37]
- Aleksandrina Najdenovová (pokuta 150 000 $)[38]
- Aymen Ikhlef (pokuta 100 000 $)[39]